# François Ndoumbé
Pour les articles homonymes, voir Ndoumbé (homonymie).
François Ndoumbé Léa (né le 30 janvier 1954 au Cameroun français) est un joueur de football international camerounais, qui évoluait au poste de défenseur.

## Biographie

### Carrière en sélection
Avec l'équipe du Cameroun, il dispute 2 matchs (pour aucun but inscrit), lors des tours préliminaires de la Coupe du monde. Il figure notamment dans le groupe des sélectionnés lors de la Coupe du monde de 1982 (sans toutefois jouer de matchs lors de la phase finale).
Il participe également à la Coupe d'Afrique des nations de 1984, ainsi qu'aux JO de 1984 avec la sélection camerounaise.

## Palmarès
Union Douala
| - Championnat du Cameroun ('3) : - Champion : Championnat du Cameroun de football 1972 , 1973 , 1977\|. - Coupe du Cameroun ('3) 1977 , 1978 ,1980. - - Finaliste : 1978 et 1981. |  | - Coupe des clubs champions africains (1) : - Vainqueur : 1979. - Coupe d'Afrique des vainqueurs de coupe (1) : - Vainqueur : 1981. - Supercoupe d'Afrique : - Finaliste : 1982. |

- vainqueur  de  la  coupe  d'Afrique  des  nations  en 1984.